# Serratella lactata
Serratella lactata är en dagsländeart som först beskrevs av Simon Bengtsson 1909.  Serratella lactata ingår i släktet Serratella, och familjen mossdagsländor. Arten är reproducerande i Sverige.